# Hôpital Bella Vista
L’hôpital Bella Vista (en espagnol, Hospital Bella Vista) est un centre hospitalier adventiste situé à Mayaguez à Porto Rico. 

## Histoire
Au début du XXe siècle, un groupe de médecins adventistes s'installèrent à Porto Rico dans une plantation de canne à sucre de Guánica. Quelques patients originaires de Mayaguez encouragèrent Dr. William Dunscombe à acquérir dans cette ville un petit hôpital qui était disponible. Deux médecins et plusieurs infirmières se joignirent à lui. 
Durant la Seconde Guerre mondiale, le gouvernement portoricain réquisitionna ce petit hôpital. Le groupe de médecins chercha un autre lieu, et fit l'acquisition d'une grande maison au centre de Mayagüez. Ils l'appelèrent la polyclinique de Bella Vista. Mais Dr. Dunscombe sentit la nécessité d'établir un hôpital où l'on pouvait admettre des patients. L'Église adventiste appuya son projet et construisit l'établissement. Il fut inauguré en janvier 1954. 

## Services
L'hôpital Bella Vista contient une variété de services et de soins : chirurgie ambulatoire, banque de sang, allaitement, département cardio-vasculaire, aumônerie, laboratoire clinique, endoscopie, coloscopie, gastroscopie, infirmerie, éducation sanitaire, radiologie, soins intensifs, cardiotomie, neurochirurgie, laminectomie, maternité, pédiatrie, pharmacie, cabinets conseils sur la nutrition et la diététique, chirurgie laser, ophtalmique et orthopédique, thérapies physique et respiratoire. 
Bella Vista possède un institut pour le traitement du cancer, inauguré en mai 2009.